# Зырянов, Герасим Григорьевич
Герасим Григорьевич Зырянов (1753-1791) — русский горный мастер, исследователь рудных месторождений, первооткрыватель Зыряновского месторождения, один из основатель Зыряновского рудника и поселения при нем.

## Биография
Герасим Зырянов родился на Локтевском заводе на Алтае. С семилетнего возраста работал на рудничных работах. В 1766 году был определен промывателем руды. В 1782 году был переведен в бергайзеры, а в 1784 – слесарным учеником.

## Открытие Зыряновского месторождения
В 1789 году колывано-воскресенское горное начальство вплотную занялось Бухтарминским месторождением. В апреле 1791 года штейгер Приезжев с 12 рабочими отправился от Усть-Каменогорской крепости вверх по Иртышу на Бухтарминский рудник для добычи и сплава руды. А унтер-шихтмейстер Ряпасов с 8 рабочими на лошадях отправились для проведения топографических съемок и описания Иртышско-Бухтарминского региона.
Прибывшие на Бухтарминский рудник рабочие нуждались в провианте, и Г.Зырянов был отправлен на поиски дичи. В конце мая 1791 года возле реки Березовки охотник наткнулся на следы древних выработок, собрал куски руды с отвалов и принес их на  Бухтарминский рудник. Произведенные на Локтевском заводе исследования показали высокое содержание руд. Повторные исследования показали, что руды богаты золотом и серебром. В сентябре 1791 года в разрезе, вскрывшим рудную жилу, были заложены две небольшие шахты. Месторождение стали называть Зыряновским. В числе 23 горнорабочих, добывших первую руду, был и Г.Зырянов. 
С наступлением дождливой осени, без отапливаемого жилья, хорошего питания и теплой одежды рабочие не выдерживали тяжелой работы и заболевали. Заболел и Г.Зырянов. Он был отправлен на Бухтарминский рудник, далее -  на Воронью пристать на Иртыше. А оттуда к Убинскому форпосту. 17 сентября 1791 года, не приходя в сознание Г.Зырянов умер.

## Значение Зыряновского месторождения
Зыряновское месторождение является одним из самых богатых на Алтае и входит в большую группу полиметаллических и медных месторождений Рудного Алтая, именуемая как Зыряновский рудный район. Уже в 1792 году была заложена шахта «Алексеевская». За первые четыре года было добыто 81205 пудов руды, поступило на разборку 38235 пудов и получено отсортированной руды 24030 пудов. Содержание серебра составляло от 1,75 до 14,5 золотников, свинца от 1,125 до 11,5 и меди от 1,25 до 12 фунтов на один пуд. Только за первые 10 лет из Зыряновских руд было добыто более тонны серебра.
В настоящее время Зыряновское месторождение близко к своему истощению. Запасов на Малеевском руднике хватит на 5-10 лет работы. Греховский рудник закрылся в связи с нерентабельностью.